# Alcis undularia
Alcis undularia là một loài bướm đêm trong họ Geometridae.